# Nanamonodes
Nanamonodes là một chi bướm đêm thuộc họ Noctuidae.